# Dolina pri Lendavi
Dolina pri Lendavi (madžarsko Völgyifalu) je naselje v Občini Lendava. Kraj je opredeljen kot območje, kjer avtohtono živijo pripadniki madžarske narodne skupnosti in kjer je poleg slovenščine uradni jezik tudi madžarščina.